# Християнська філософія
Християнська філософія — поняття, що охоплює різні напрямки, тенденції, традиції і філософські погляди, що в тій чи іншій мірі ґрунтуються на християнстві.
В рамках християнської філософії виділяються православна, католицька та протестантська філософії. Початок християнської філософії відносять до III століття (Климент Олександрійський, Оріген). Автором терміна християнська філософія є Еразм Роттердамський, хоча християнство як напрямок і синонім філософії розглядали ще в часи Старої, Святої, Київської Русі дотатарської епохи.